# Karnium
| ❮ | System    | Serie       | Stufe     | ≈ Alter (mya) |
| ❮ | später    | später      | später    | jünger        |
| - | --------- | ----------- | --------- | ------------- |
| ❮ | T r i a s | Obertrias   | Rhaetium  | 201,3 ⬍ 208,5 |
| ❮ | T r i a s | Obertrias   | Norium    | 208,5 ⬍ 228   |
| ❮ | T r i a s | Obertrias   | Karnium   | 228 ⬍ 235     |
| ❮ | T r i a s | Mitteltrias | Ladinium  | 235 ⬍ 242     |
| ❮ | T r i a s | Mitteltrias | Anisium   | 242 ⬍ 247,2   |
| ❮ | T r i a s | Untertrias  | Olenekium | 247,2 ⬍ 251,2 |
| ❮ | T r i a s | Untertrias  | Indusium  | 251,2 ⬍ 251,9 |
| ❮ | früher    | früher      | früher    | älter         |

Das Karnium (im deutschen Sprachgebrauch fast immer verkürzt zu Karn) ist in der Erdgeschichte die älteste (unterste) chronostratigraphische Stufe der Obertrias, die geochronologisch dem Zeitraum vor etwa 235 bis etwa 228 Millionen Jahren entspricht und somit ca. 7 Millionen Jahre dauerte. Die vorhergehende Stufe ist das Ladinium der Mitteltrias, die folgende Stufe das Norium.

## Namensgebung und Geschichte
Edmund Mojsisovics von Mojsvár führte den Namen 1869 als „Karnische Stufe“ ein. Nicht ganz klar ist, ob der Name sich von den Karnischen Alpen (Österreich) oder eher vom lateinischen Namen für Kärnten (Carinthia) ableitet. Eine weitere Verbindung könnte zu dem keltischen Stamm der Karner und dem Gebiet Karnien bestehen, aus dem erst der Name „Carinthia“ und die Karnischen Alpen hervorgegangen ist.

## Definition und GSSP
Der Beginn der Stufe wird mit dem Erstauftreten der Ammoniten-Art Daxatina canadensis definiert. Der offizielle GSSP (globale Typlokalität und Typprofil) ist das Profil in den Stuores-Wiesen bei Badia (Provinz Bozen, Südtirol). Das Ende der Stufe wird durch die Basis der Ammoniten-Zone Klamathites macrolobatus oder Stikinoceras kerri und durch die Conodonten-Zonen Metapolygnathus communisti oder Metapolygnathus primitius festgelegt. Die endgültige Grenzziehung (bzw. der GSSP für das Norium) ist noch nicht ratifiziert.

## Untergliederung
Das Karnium wird in fünf Ammoniten-Zonen untergliedert:
- Anatropites spinosus-Zone
- Tropites subbullatus-Zone
- Tropites dilleri-Zone
- Austrotrachyceras austriacum-Zone
- Trachyceras-Zone

Regional wird das Karn in die Unterstufen Cordevol (Cordevolium), Jul (Julium) und Tuval (Tuvalium) unterteilt, was etwa Unter-, Mittel- und Oberkarn entspricht.

## Fossilien
Aus dem Karnium stammen Funde der ältesten Dinosaurier. Hierzu zählen Herrerasaurus, Eoraptor und Mbiresaurus raathi.
Das Karnium endete mit der sogenannten „Karnischen Krise“, einem größeren, wahrscheinlich durch intensiven Vulkanismus verursachten Massenaussterben, dem bis zu einem Drittel der marinen Protisten, Wirbellosen und Wirbeltiere zum Opfer fiel, außerdem zahlreiche Landwirbeltiere. Das bereitete den Weg für die nach dem Karnium folgende Entwicklung moderner Pflanzen- und Tiergruppen, darunter die Koniferen, die Insekten, die Dinosaurier, Krokodile, Echsen, Schildkröten und Säuger.